# Charles Guiette
Carolus Maria Emmanuel Josephus (Charles) Guiette (Antwerpen, 28 maart 1885 - Berchem, 15 december 1952) was een Belgisch hockeyer en voetballer.

## Levensloop
Guiette was aangesloten bij Beerschot AC. Daarnaast was hij actief bij het Belgisch hockeyteam. In deze hoedanigheid nam hij onder meer deel aan de Olympische Zomerspelen van 1920, alwaar hij met het nationaal team brons behaalde.
Ook was hij van 1904 tot 1906 actief als voetballer bij Beerschot VAC.